# 意外的幸运签
《Colorful 多彩奇幻之旅》（Colorful）是以日本小說家森繪都所著之作品為原作，由日昇動畫所製作的動畫電影，日本於2010年8月21日開始上映。

## 故事簡介
「恭喜你！你被抽中了。」
死掉的「我」的靈魂遊蕩在天界與人世的夾縫間，在那裡出現了一個叫「普拉普拉」的天使（？）向「我」搭話：「你是個犯了大錯而死的靈魂，但現在給予你再次回到人世重新挑戰的機會，並且想起自己犯下了哪些過錯。」
就這樣，「我」的靈魂被弄進了一位因為自殺而剛斷氣的中學生「小林真」的身體裡，並以「小林真」這個身分開始了新的人生。

## 宣傳標語
- 我，死過一次了。
- 我回來了，離別過的世界。

## 登場人物
- 小林真「我」（配音：富澤風斗）

煩惱著許多的事情，並且自殺的中學三年級學生。但是被主角「我」的靈魂借用了身體而復活，還嚇到了週遭的人。
在自殺之前的小林真是位個性內向的少年，課業學習上不怎麼得心應手，所屬於美術部，在繪畫方面相當上手。
- 早乙女（配音：入江甚儀）

真的同班同學。雖然不怎麼起眼，但是有著不論對誰都是親切且友善的個性。
- 桑原祐華(桑原尋香)（配音：南明奈）

中學二年級學生。對於沒什麼朋友的真也總是用親切的聲音打招呼。
是真所憧憬的女孩子，但是會藉由身體援助交際換取金錢。
- 佐野唱子（配音：宮崎葵）

真的同班同學，所屬於美術部。小林真相當的看不起她。
對於真的樣子有所改變而感到在意。
- 小林滿（配音：中尾明慶）

高中三年級學生、真的哥哥。
成績雖然優秀，卻總是看不起什麼都做不好的弟弟，因此兄弟之間的關係不好，現在生活中幾乎沒有交談。
其實很關心自己的弟弟。
- 真的母親（配音：麻生久美子）

有著愛瞎操心的個性。是個家事與料理全能的母親，但是與佛朗明哥老師有著不倫的關係。
- 真的父親（配音：高橋克實）

只有「好人」這個得意之處的普通上班族。
在家中的存在感相當薄弱，受到真的蔑視。
很關心真與他母親的狀況。
- 澤田（沢田先生; 配音：藤原啟治）

小林真的導師。常關心小林真的身心狀況。
- 普拉普拉（プラプラ; 配音：村上昌爵）

讓「我」再一次挑戰人生並給予指導的天使（？）。外觀上就跟少年一樣，但言行舉止跟大人一樣。
基本上一般人是無法看到他的樣子。

## 製作人員
- 原作：森繪都
- 監督：原惠一
- 脚本：丸尾未步
- 角色設計：山形厚史
- 作画監督：佐藤雅弘
- 美術監督：中村隆
- 色彩設計：今泉博美
- 攝影監督：箭内光一
- 音響監督：大熊昭
- 編集：小島俊彥
- 音樂：大谷幸
- 制作：日昇動畫
- 動畫製作：ASCENSION
- 製作：富士電視台、日昇動畫、電通、Aniplex、日本索尼音樂、東寶[1]
- 配給：東寶

## 主題歌
印象曲《僕が僕であるために》（為了讓我是我）
- 作詞：尾崎豐
- 作曲：尾崎豐
- 編曲：Akihisa Matzura
- 主唱：miwa

片尾曲《青空》
- 作詞：真島昌利
- 作曲：真島昌利
- 編曲：Akihisa Matzura
- 主唱：miwa

插入曲《手紙 ～拝啓 十五の君へ》
- 作詞：アンジェラ・アキ
- 作曲：アンジェラ・アキ
- 主唱：アンジェラ・アキ

插入曲《風》
- 作詞：端田宣彥
- 作曲：大谷幸

## 外部連結
- 官方网站（日出）
- 官方网站（Aniplex）
- 原恵一監督が語る 映画『カラフル』誕生秘話 （页面存档备份，存于）
- カラフル - allcinema
- カラフル - KINENOTE